# Вацюта (війт)
Вацюта — перший відомий війт Луцька після отримання містом маґдебурзького права від короля Владислава Ягайла у 1432 р.
Згадується 22 грудня 1461 як один із свідків при продажу Рівного князю Семену Васильовичу Несвідському — Збаразькому.